# Aggregattilstand
Aggregattilstande eller tilstandsformer er tilstande, som stoffer og materialer kan optræde i. De aggregattilstande, der forekommer hyppigst på jordkloden, er fast form, væske og gasform. Desuden findes mere specielle aggregattilstande som plasma, superleder og flere. Et stofs aggregattilstand bestemmes af intensive termodynamiske variabler som tryk og temperatur.
Mange kendte stoffer kan eksistere i flere faser, og faseovergangen sker ved at stoffet bliver påført andre forhold, eksempelvis en ændring af tryk eller temperatur. Et eksempel kan være vand, der kan optræde som is, væske og damp. Dette modsvarer henholdsvis fast, flydende/væske og gasform.
I en mikroskopisk beskrivelse svarer aggregattilstandene til forskellige måder hvorpå atomerne eller molekylerne er organiseret:
- Fast stof – bestanddelene er fast bundet i en struktur.
- Væske – bestanddelene er løst bundet til hinanden, de hænger sammen men udgør ingen fast struktur.
- Gas – bestanddelene er ikke bundet til hinanden, men bevæger sig frit.
- Plasma – en gas af ioniserede atomer/molekyler og frie elektroner.

## Fast stof
Fast stof – betegnes med (s) for solid: Enkelte bestanddele af ioner og molekyler tiltrækker hinanden ved hjælp af elektriske kræfter og er bundet tæt sammen. Idet de elektriske kræfter er så stærke, sidder ionerne og molekylerne i bestemte positioner.

## Væske
Væske – betegnes med (l) for liquid: Ioner og molekyler tiltrækker hinanden ved hjælp af svage kræfter. Denne tilstand er en mellemtilstand mellem fast stof og gas. Derfor vil de elektriske kræfter være svagere end i fast stof og stærkere end i gasform. I væskeformen holder partiklerne sammen i fx en dråbe, men de kan også let skilles ad. 

## Gas
Gas – betegnes med (g) for gas: Molekyler i gassen bevæger sig frit mellem hinanden. Selvom de farer rundt og støder sammen, vil de ikke binde sig til hinanden - de påvirkes dog, hvis de støder sammen. Man kan måle molekylernes gennemsnitshastighed ved at kigge på gassens temperatur. Jo varmere gassen er, des højere vil molekylernes hastighed være. Så hvis en gasart er indespærret i en beholder, vil trykket på beholderen stige i takt med temperaturen, idet molekylerne rammer hårdere mod væggene. Når gassen afkøles, vil molekylerne bevæge sig langsommere og trykket igen falde. Stoffet vil skifte tilstandsform til enten væske eller fast form.

## Plasma
Atomer støder så hårdt ind i hinanden, at elektronerne bliver adskilt fra atomkernen. Det findes normalt kun ved meget høje temperaturer, for eksempel i Solens indre eller ved lynnedslag, men også i dagligdags ting som lysstofrør og lavenergipærer. Et plasma er en gas hvor en del af atomerne er blevet ioniserede, dvs. har mistet en eller flere elektroner som bevæger sig rundt løst i plasmaet.